# 菲利皮冰川 (威廉二世地)
66°45′S 88°20′E / 66.750°S 88.333°E
菲利皮冰川（德語：Philippi-Gletscher），是南極洲的冰川，位於威廉二世地，處於高斯山以西15英里，全長約15英里，以德國探險隊的地質學家命名，現時由南極條約體系管理。